# Tarteletto-Isorex
L'equip Tarteletto-Isorex (codi UCI: TIS) és un equip ciclista belga, de ciclisme en ruta amb categoria continental. Fundat el 2005, ha combinat l'amateurisme amb categories UCI, així ha estat equip continental de 2006 a 2007, de 2011 a 2013 i actualment, des del 2015.

## Principals resultats
- Volta a Holanda del Nord: Niels Wytinck (2011)
- Gran Premi Impanis-Van Petegem: Sander Cordeel (2011)
- Fletxa ardenesa: Clément Lhotellerie (2012)
- Tour de l'Iran: Rob Ruijgh (2017)

### A les grans voltes
- Giro d'Itàlia
  - 0 participacions

- Tour de França
  - 0 participacions

- Volta a Espanya
  - 0 participacions

## Composició de l'equip
| \| Llista de l'equip 2016 \| Llista de l'equip 2016 \| Llista de l'equip 2016 \| Llista de l'equip 2016 \| \| Ciclista \| Data de naixement \| Equip previ \| \| \| ---------------------------------------------- \| ---------------------- \| ------------------------ \| ---------------------- \| \| Vinnie Braet \| 13 de juliol de 2025 \| \| \| \| Dillon Byrne \| 13 de juliol de 2025 \| \| \| \| Alexander Cools \| 13 de abril de 1994 \| \| \| \| Jonas Degroote \| 17 de octubre de 1995 \| \| \| \| Mathias Depypere \| 13 de juliol de 2025 \| \| \| \| Jelle Donders \| 18 de juny de 1993 \| \| \| \| Gorik Gardeyn \| 17 de març de 1980 \| Veranclassic-Ekoï (2015) \| \| \| Ruben Geerinckx \| 13 de juliol de 2025 \| \| \| \| Andrew Leigh \| 16 de març de 1995 \| \| \| \| Jelle Mannaerts \| 14 de octubre de 1991 \| Verandas Willems (2014) \| \| \| Alessandro Soenens \| 1 de desembre de 1993 \| \| \| \| Kevin Suarez \| 17 de octubre de 1989 \| \| \| \| Joren Touquet \| 13 de juliol de 2025 \| Verandas Willems (2015) \| \| \| Ingmar Uytdewilligen (30 de set–31 de des) \| 13 de juliol de 2025 \| \| \| \| Gosse van der Meern (22 de jul–31 de des) \| 24 de juny de 1995 \| \| \| \| Kenneth Van Compernolle \| 30 de març de 1988 \| \| \| \| Jens Vandenbogaerde \| 6 de gener de 1992 \| \| \| \| Quincy Vens \| 13 de juliol de 2025 \| \| \| \| Kevin Verwaest \| 6 de gener de 1989 \| \| \| \| Ciske Aneca (1 de ago–31 de des, aprenent) \| 10 de agost de 1994 \| \| \| \| Jorden Bothuyne (1 de ago–31 de des, aprenent) \| 13 de juliol de 2025 \| \| \| \| \| \| \| \| \| Fonts: ProCyclingStats Cycling Archives \| \| \| \| |                       |                          |  |
| Llista de l'equip 2016 |                       |                          |  |
| Ciclista | Data de naixement     | Equip previ              |  |
| Vinnie Braet | 13 de juliol de 2025  |                          |  |
| Dillon Byrne | 13 de juliol de 2025  |                          |  |
| Alexander Cools | 13 de abril de 1994   |                          |  |
| Jonas Degroote | 17 de octubre de 1995 |                          |  |
| Mathias Depypere | 13 de juliol de 2025  |                          |  |
| Jelle Donders | 18 de juny de 1993    |                          |  |
| Gorik Gardeyn | 17 de març de 1980    | Veranclassic-Ekoï (2015) |  |
| Ruben Geerinckx | 13 de juliol de 2025  |                          |  |
| Andrew Leigh | 16 de març de 1995    |                          |  |
| Jelle Mannaerts | 14 de octubre de 1991 | Verandas Willems (2014)  |  |
| Alessandro Soenens | 1 de desembre de 1993 |                          |  |
| Kevin Suarez | 17 de octubre de 1989 |                          |  |
| Joren Touquet | 13 de juliol de 2025  | Verandas Willems (2015)  |  |
| Ingmar Uytdewilligen (30 de set–31 de des) | 13 de juliol de 2025  |                          |  |
| Gosse van der Meern (22 de jul–31 de des) | 24 de juny de 1995    |                          |  |
| Kenneth Van Compernolle | 30 de març de 1988    |                          |  |
| Jens Vandenbogaerde | 6 de gener de 1992    |                          |  |
| Quincy Vens | 13 de juliol de 2025  |                          |  |
| Kevin Verwaest | 6 de gener de 1989    |                          |  |
| Ciske Aneca (1 de ago–31 de des, aprenent) | 10 de agost de 1994   |                          |  |
| Jorden Bothuyne (1 de ago–31 de des, aprenent) | 13 de juliol de 2025  |                          |  |
| |                       |                          |  |
| Fonts: ProCyclingStats Cycling Archives |                       |                          |  |

| \| Llista de l'equip 2017 \| Llista de l'equip 2017 \| Llista de l'equip 2017 \| Llista de l'equip 2017 \| \| Ciclista \| Data de naixement \| Equip previ \| \| \| --------------------------------------- \| ---------------------- \| ----------------------------- \| ---------------------- \| \| Ciske Aneca \| 10 de agost de 1994 \| \| \| \| Lorenzo Blomme \| 7 de maig de 1994 \| \| \| \| Gianni Bossuyt \| 13 de maig de 1994 \| \| \| \| Jonathan Breyne \| 4 de gener de 1991 \| Veranclassic-Ago (2016) \| \| \| Michael Cools \| 12 de setembre de 1994 \| EFC-Etixx (2016) \| \| \| Niels De Rooze \| 6 de setembre de 1992 \| \| \| \| Thomas De Troch \| 15 de desembre de 1993 \| Prorace (2016) \| \| \| Jonas Degroote \| 17 de octubre de 1995 \| \| \| \| Andrew Leigh \| 16 de març de 1995 \| \| \| \| Jelle Mannaerts \| 14 de octubre de 1991 \| Verandas Willems (2014) \| \| \| Laurent Pieters \| 20 de juny de 1995 \| \| \| \| Rob Ruijgh \| 12 de novembre de 1986 \| Crelan-Vastgoedservice (2016) \| \| \| Abram Stockman \| 31 de juliol de 1996 \| \| \| \| Michiel Stockman \| 31 de juliol de 1996 \| \| \| \| Gosse van der Meern \| 24 de juny de 1995 \| \| \| \| Matthias Vandewalle \| 18 de agost de 1994 \| \| \| \| Kevin Verwaest \| 6 de gener de 1989 \| \| \| \| \| \| \| \| \| Fonts: ProCyclingStats Cycling Quotient \| \| \| \| |                        |                               |  |
| Llista de l'equip 2017 |                        |                               |  |
| Ciclista | Data de naixement      | Equip previ                   |  |
| Ciske Aneca | 10 de agost de 1994    |                               |  |
| Lorenzo Blomme | 7 de maig de 1994      |                               |  |
| Gianni Bossuyt | 13 de maig de 1994     |                               |  |
| Jonathan Breyne | 4 de gener de 1991     | Veranclassic-Ago (2016)       |  |
| Michael Cools | 12 de setembre de 1994 | EFC-Etixx (2016)              |  |
| Niels De Rooze | 6 de setembre de 1992  |                               |  |
| Thomas De Troch | 15 de desembre de 1993 | Prorace (2016)                |  |
| Jonas Degroote | 17 de octubre de 1995  |                               |  |
| Andrew Leigh | 16 de març de 1995     |                               |  |
| Jelle Mannaerts | 14 de octubre de 1991  | Verandas Willems (2014)       |  |
| Laurent Pieters | 20 de juny de 1995     |                               |  |
| Rob Ruijgh | 12 de novembre de 1986 | Crelan-Vastgoedservice (2016) |  |
| Abram Stockman | 31 de juliol de 1996   |                               |  |
| Michiel Stockman | 31 de juliol de 1996   |                               |  |
| Gosse van der Meern | 24 de juny de 1995     |                               |  |
| Matthias Vandewalle | 18 de agost de 1994    |                               |  |
| Kevin Verwaest | 6 de gener de 1989     |                               |  |
| |                        |                               |  |
| Fonts: ProCyclingStats Cycling Quotient |                        |                               |  |

## Classificacions UCI

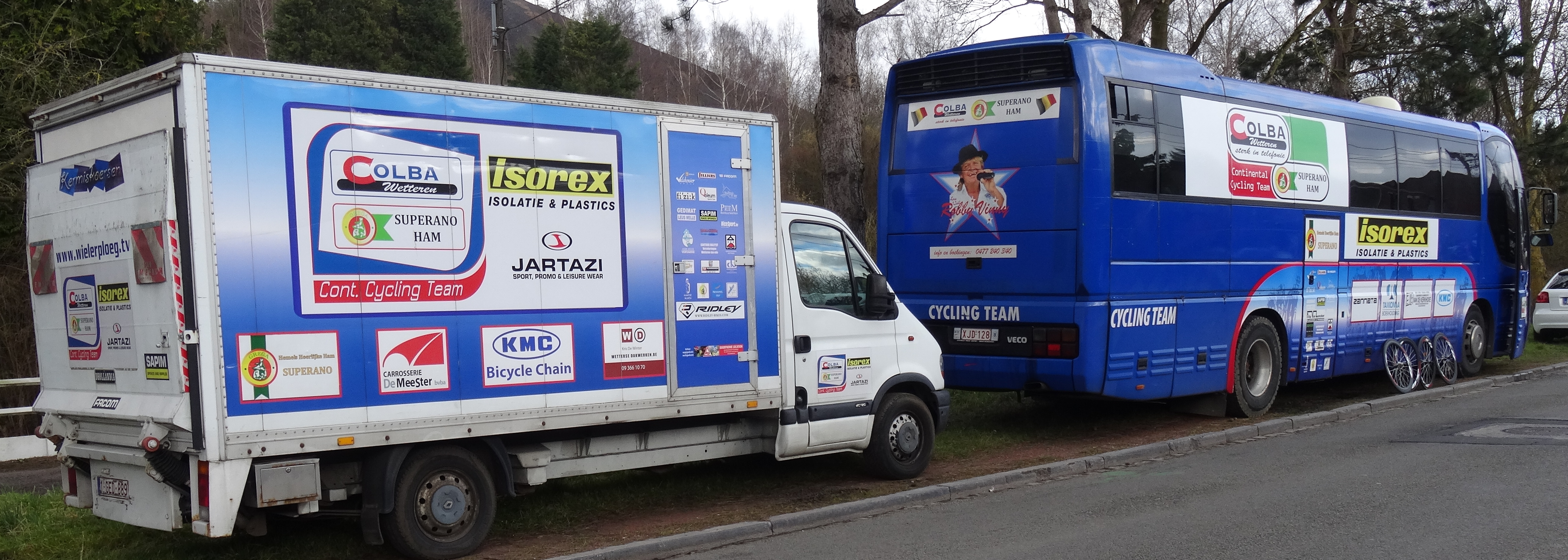
Vehicles de l'equip al 2015

A partir del 2005, l'equip participa en els Circuits continentals de ciclisme. La següent classificació estableix la posició de l'equip en finalitzar la temporada.
UCI Àsia Tour
| Temporada | Classificació per equips | Millor ciclista en la classificació individual |
| --------- | ------------------------ | ---------------------------------------------- |
| 2013      | 70è                      | Aron Kremer (347è)                             |
| 2017      | 39è                      | Rob Ruijgh (50è)                               |

UCI Europa Tour
| Temporada | Classificació per equips | Millor ciclista en la classificació individual |
| --------- | ------------------------ | ---------------------------------------------- |
| 2006      | 102è                     | Frank Van Kuik (514è)                          |
| 2007      | 110è                     | Thomas Ongena (619è)                           |
| 2011      | 80è                      | Sander Cordeel (279è)                          |
| 2012      | 89è                      | Clément Lhotellerie (279è)                     |
| 2013      | 107è                     | Clément Lhotellerie (415è)                     |
| 2015      | 107è                     | Egidijus Juodvalkis (621è)                     |
| 2016      | 96è                      | Jelle Mannaerts (621è)                         |
| 2017      | 76è                      | Jelle Mannaerts (259è)                         |
| 2018      | 49è                      | Jelle Mannaerts (231è)                         |
| 2019      | 46è                      | Polychronis Tzortzakis (249è)                  |